# Kevin Fletcher
Kevin Busacca Fletcher (Denver, 11 gennaio 1980) è un ex cestista statunitense naturalizzato macedone.

## Carriera
Il 14 marzo 2012 rescinde consensualmente il contratto con la Juvecaserta Basket.